# Пежо-Кегресс (бронеавтомобиль)

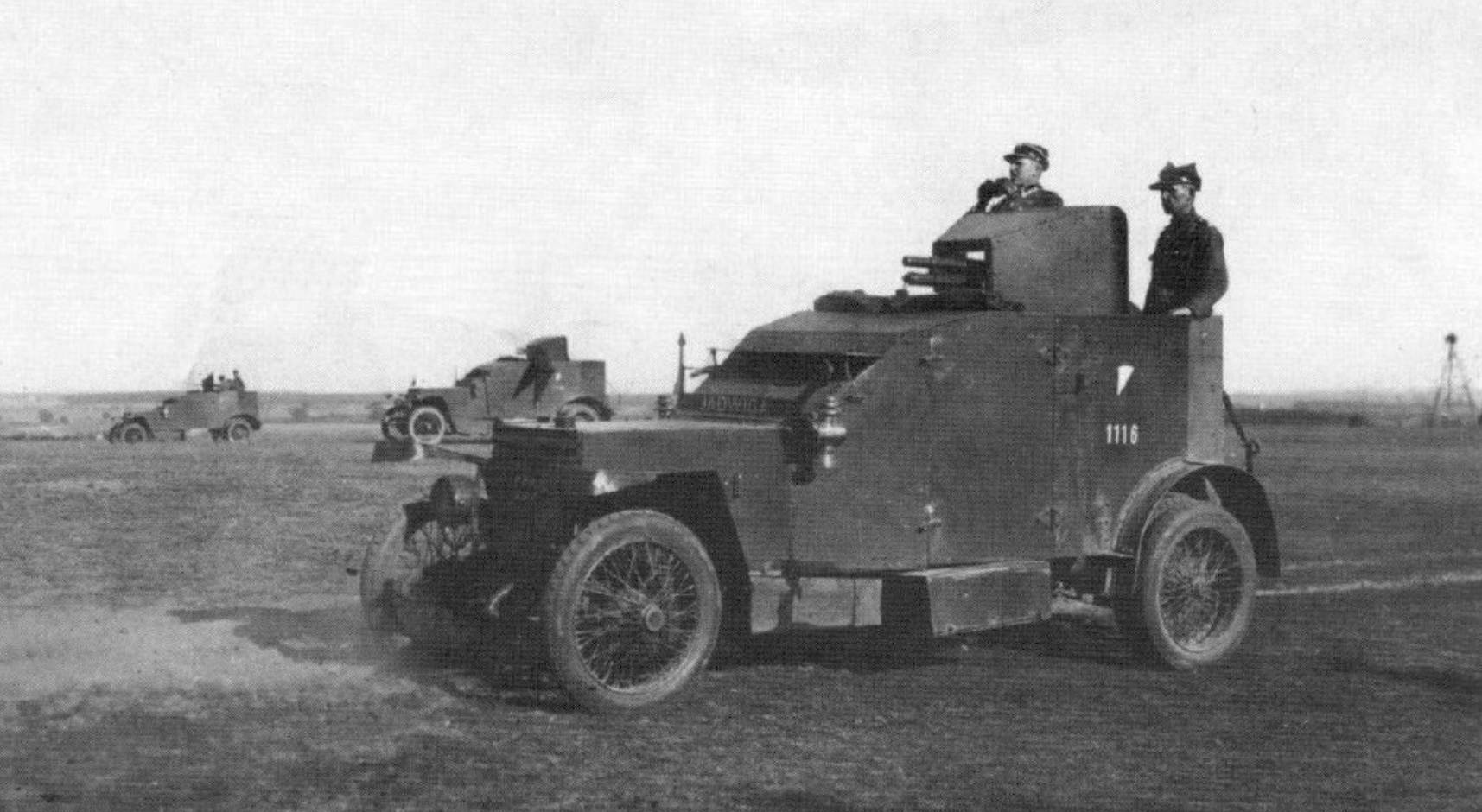
Бронеавтомобиль «Пежо», на базе одного из экземпляров которого был создан «Пежо-Кегресс»

Peugeot-Kégresse — опытный французский лёгкий полугусеничный бронеавтомобиль межвоенного периода. Был построен в 1923 году в единственном экземпляре для опытных и демонстрационных целей, став первым французским бронеавтомобилем с полугусеничным движителем и положив начало всему семейству французских боевых машин такого рода.

## История создания
На волне популярности полугусеничных движителей конструкции Адольфа Кегресса, возникшей в начале 1920-х годов, значительный интерес к ним проявила армия Франции. Первым французским полугусеничным бронеавтомобилем стал один из сохранившихся экземпляров морально устаревшего к тому времени бронеавтомобиля «Пежо» периода Первой мировой войны, в 1923 году в опытном порядке оснащённый движителем Кегресса. Машина была исключительно экспериментальной, предназначаясь лишь для проведения ходовых испытаний и демонстрации технологии; результаты её испытаний послужили основой для дальнейших разработок в данном направлении, приведших к созданию в 1920—1930-х годах большого семейства значительно более современных полугусеничных бронеавтомобилей.

## Описание конструкции
Конструкция машины не претерпела существенных изменений по сравнению с базовой, основным отличием была ходовая часть.
Машина имела переднемоторную, заднеприводную капотную автомобильную компоновку; моторно-трансмиссионное отделение располагалось в передней части корпуса, отделение управления — в средней и боевое отделение — в кормовой. Экипаж машины составляли 4—5 человек, его посадка и высадка осуществлялись через одну крупную дверь в левом борту отделения управления, открывавшуюся назад; кроме того, в боевом отделении могли дополнительно размещаться 3—4 человека десанта.

### Броневой корпус и башня
Броневой корпус машины — коробчатой формы, с большим углом наклона верхнего лобового бронелиста, незначительно сужающийся в задней части; боевое отделение было открыто сверху. Толщина катаных стальных броневых листов достигала 5,5 мм.
В зависимости от состава вооружения машины, над боевым отделением располагалась поворотная башня (артиллерийский вариант) либо прикрывавший стрелка броневой щиток (пулемётный вариант).

### Вооружение
Машина могла оснащаться 37-мм пушкой SA18 в башне либо 8-мм пулемётом «Гочкисс» на поворотной турели. Во время испытаний вооружение не устанавливалось.

### Двигатель и трансмиссия
Двигатель машины — Peugeot 146 (18CV): карбюраторный, четырёхтактный, рядный четырёхцилиндровый, жидкостного охлаждения, мощностью 40 л. с. и объёмом 2800 см3. Трансмиссия — механическая, с пятискоростной коробкой переключения передач.

### Ходовая часть
Ходовая часть — полугусеничная, состоявшая из переднего управляемого автомобильного моста и расположенного сзади ведущего гусеничного движителя.
Подвеска переднего моста — на полуэллиптических листовых рессорах. Для улучшения проходимости машины (в частности, при преодолении рвов) на полуосях переднего моста были балансирно подвешены специальные вспомогательные катки-барабаны небольшого диаметра, располагавшиеся спереди и сзади передних колёс располагались (аналогичные устройства ранее были применены Кегрессом на русском полугусеничном бронеавтомобиле «Остин-Кегресс»).
Гусеничный движитель — типа Кегресса, который применительно к одному борту состоял из имевших большой диаметр переднего ведущего колеса фрикционного зацепления и заднего направляющего колеса, выполнявших также опорную функцию, а также четырёх опорных катков небольшого диаметра, сблокированных попарно и балансирно подвешенных на общей тележке. Для увеличения проходимости при преодолении рвов и окопов на задний мост было установлено специальное приспособление в виде двух поворотных рычагов большой длины.